# Bin Ukishima
Bin Ukishima (født 4. september 1967) er en japansk tidligere fodboldspiller.
Han har tidligere trænet Shonan Bellmare.